# Troïka sur la piste blanche
Pour plus de détails, voir Fiche technique et Distribution.
Troïka sur la piste blanche est un film d'espionnage français réalisé par Jean Dréville, sorti en 1937.

## Synopsis
Épouse d'un trafiquant d'armes en Pologne, Georgina est contrainte d'aider ce dernier. Elle ne pourra retrouver sa liberté - et l'amour - qu'à l'issue d'une course poursuite en troïka au cours de laquelle le trafiquant perdra la vie.

## Fiche technique
- Titre : Troïka sur la piste blanche
- Réalisation : Jean Dréville
- Scénario : Henri-André Legrand
- Dialogues : Henri-André Legrand et Roger Ferdinand
- Photographie : René Gaveau et André Thomas
- Décors : Lucien Aguettand
- Son : Paul Boistelle
- Musique : Konstantinoff
- Montage : Raymonde Delor
- Production : Comptoir français cinématographique
- Format :  Noir et blanc - 35 mm - Son mono
- Pays d'origine :  France
- Durée : 85 minutes
- Date de sortie : 18 juin 1937

## Distribution
- Jean Murat : le capitaine Nicolaï Rjevsky
- Jany Holt : Georgina
- Charles Vanel : Michel
- Foun-Sen : Foun-Sen
- Pierre Magnier : le colonel Zagloba
- Maurice Devienne : Ivan
- Jean-Pierre Thisse : le petit Stasik
- Ernest Ferny : Gregor
- Jacques Vitry : un trafiquant
- Victor Vina